# Râul Ban
Râul Ban sau Râul Valea Banului este un curs de apă, afluent al râului Crasna. Cursul superior, amonte de confluența cu Râul Mal este uneori denumit și Râul Sâg